# マッチムーブ
マッチムーブ(Match Move)は、映像の合成における技術のひとつ。「動きを合わせる」という意味のデジタル合成用語。映像をトラッキングすることによってマッチムーブを行う。
古くから、映像の合成において、カメラが動くことは極めて難しい問題であった。たとえば、Aという映像がカメラが動いて撮影されているとする。そこにBという素材を合成するとなると、BもAと同じカメラの動きをしなければ不自然になる。これを解決する手段・技術のひとつがマッチムーブである。

## 2Dでのマッチムーブ
一般的なデジタル合成ソフト（Nuke、Blackmagic Fusion、Adobe After Effectsなど）は、2D上でのトラッキング、すなわち画像内での物体の移動を追跡・分析する。これによって、合成する素材にも同じ動きをさせ、また、同じモーションブラー（動く物体のぼけ）を表現することで自然な合成映像の作成が可能である。

## 3Dでのマッチムーブ
基本的には2Dでの処理と同じだが、3次元の動作に対応する為により高度な処理が必要になる。
各フレームの中で動いているポイントを記録し、解析が終わった後直線でつながれ、カメラの動きとして取り込まれる。 そのようなカメラの動きを記録し、アニメーション出力機能のある3DCGソフト(Mayaや3ds Maxなど)から読み込んで、レンダリングをし、合成する。　また、ブルーバックで撮影する場合、移動情報が極端に少なくなる場合も多く、正確に読み取れない場合がある。そのような場合のためにあらかじめブルースクリーン上に点が付いており、ソフトが解析しやすいよう工夫がなされている。 
実写映像からカメラの動作を検出することをカメラトラッキングといい、実写内の移動オブジェクトの動作を検出することをオブジェクトトラッキングという。
代表的なマッチムーブソフトウェアとして英国2d3社の boujou が挙げられるが、廉価版でも60万円と、まだまだ個人が手を出すには厳しい値段である。
5万以下の比較的安価なマッチムーブソフトとしては、SynthEyes、VooCAT等がある。
またフリーウェアではvoodoo camera tracker(maya、3dsMAX、Blender等に出力可能)がある。

## カメラ動作の記録
最初からCG合成を前提とした撮影では、撮影中にカメラの動作を記録しておく事でマッチムーブの手間を省く事がある。また逆に、アニマティックにおいて設定したカメラの動きをモーション・コントロール・カメラに入力して再現させる、いわばCGカメラに合わせて実写のカメラを動かす手法も行われている。